# Hamilton (Dakota del Norte)
Hamilton es una ciudad ubicada en el condado de Pembina en el estado estadounidense de Dakota del Norte. En el censo de 2010 tenía una población de 61 habitantes y una densidad poblacional de 87,88 personas por km².

## Geografía
Hamilton se encuentra ubicada en las coordenadas 48°48′29″N 97°27′10″O / 48.80806, -97.45278. Según la Oficina del Censo de los Estados Unidos, Hamilton tiene una superficie total de 0.69 km², de la cual 0.69 km² corresponden a tierra firme y (0%) 0 km² es agua.

## Demografía
Según el censo de 2010, había 61 personas residiendo en Hamilton. La densidad de población era de 87,88 hab./km². De los 61 habitantes, Hamilton estaba compuesto por el 100% blancos, el 0% eran afroamericanos, el 0% eran amerindios, el 0% eran asiáticos, el 0% eran isleños del Pacífico, el 0% eran de otras razas y el 0% pertenecían a dos o más razas. Del total de la población el 0% eran hispanos o latinos de cualquier raza.